# NGC 2273
NGC 2273是一个位于天猫座的棒旋星系，距离地球约9500万光年，由尼尔斯·克里斯托弗·杜奈尔于1867年9月15日发现 。根据它在天球中的大小，可以推测该星系的直径约10万光年。

## 特征

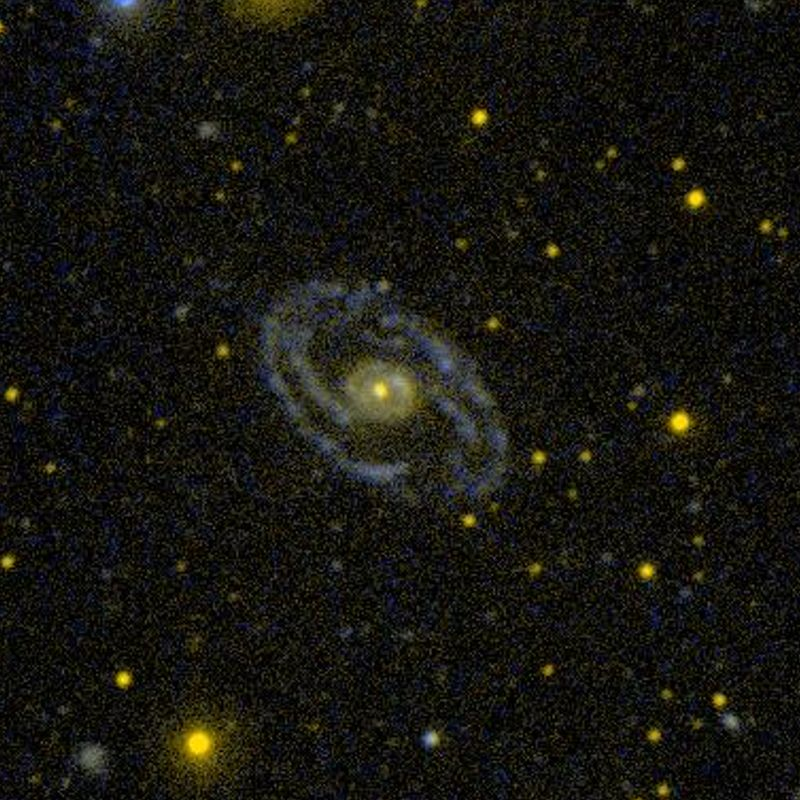
星系演化探测器拍摄的NGC 2273

NGC 2273有一个環星系，倾角为41 度，有由两个螺旋臂构成一个内环和两个外伪环，并有一个直径40弧秒的星系棒。
该星系拥有质量约1.1×109 M☉的氢气（HI），大部分位于外伪环区域。该星系还拥有大量的分子气体，如CO线所示，这说明恒星形成活动在该星系很活跃。星系的总红外光度为1010.25 L☉。
哈勃空间望远镜对星系中心附近20弧秒区域的观测显示星系的螺旋臂与星系内环相对应。星系中心的卵状结构由一个星系棒和两个弧形的星系核环组成，它所造成的辐射与电离氢区有关。核周围有一个直径7弧秒的环状结构，其西北部分比较清晰，离星系核20弧秒处有另一个星环。

### 星系核
根据其光學頻譜中存在的譜線，NGC 2273具有活动星系核 ，并被分类为II型西佛星系。此外，在星系中心还检测到了水千脉泽。这可以由活动星系核或明显的恒星形成活动而产生。
BeppoSAX卫星、XMM-牛顿卫星和钱德拉X射线天文台猜测NGC 2273核心被柱密度较高的康普顿粗柱（Compton thick column）遮住，ASCA估计其有1.1×1024 cm−2，朱雀卫星估计其有1.5×1024 cm−2。Fe-K线表明，硬X射线尝试通过冷金属物质时被反射。星系核心区域的光谱有微弱的偏振，尤其是H-α线。从NGC 2273发现的宽X射线光谱由热的疏散的软的部分、反射部分和能量集中部分组成。该星系2-10 keV的X射线通量估计为1.7×1042 ergs−1.
该星系核有两个相距170秒差距的相对论性喷流无线电波源发射线性无线电波。在 [O III] λ5007的图像中可以看到线型喷发物喷出的物质在核周围已经扩展到2弧秒大小。它与无线电波发射源对齐，可能与星系核有关。
关于活动星系核活动所需的能量来源，最广为接受的猜想是星系中心超大质量黑洞的周围存在一个吸积盘。基于水脉泽环核圆盘的运动，该星系中心黑洞质量约是(7.5±0.4)×106 M☉。该吸积盘还出现扭曲。

## 附近的星系
NGC 2273是NGC 2273星系群中最亮的星系。该星系群中还包括NGC 2237B 和UGC 3504，其中NGC 2237B在南边40弧秒处。